# 奧平家昌
奧平家昌（日语：／ Okudaira Iemasa，1577年—1614年11月11日）是日本安土桃山時代至江戶時代初期的武將和大名，為下野宇都宮藩首任藩主。

## 家系
家昌是美濃加納藩主奧平信昌的長子，母親是德川家康的長女龜姬，亦即是加納御前，並且是松平家治、奧平忠政和松平忠明之兄。家昌的正室是本多忠勝的次女法明院，兩人育有奧平忠昌和德川秀忠養女亦是堀尾忠晴正室的雲松院兩兄妹。

## 生涯

### 少年時代
家昌元服時獲外祖父德川家康賜予偏諱中的「家」字，亦是家康的孫子中年紀最大的一位，獲授予刀和鷹，備受重用。文祿4年（1595年），家昌獲賜姓豐臣。慶長5年（1600年）爆發的關原之戰中，家昌跟從德川秀忠進攻由真田昌幸防守的信濃上田城。

### 宇都宮藩主
慶長6年農曆二月初六（1601年3月10日），在關原之戰取得勝利後，家昌的父親信昌在京都的治安工作獲得高度評價，獲加封至美濃加納10萬石，原本領有的上野宮崎領就留任家昌，信昌則與龜姬及次子忠政一同赴任。同年農曆十二月廿八（1602年2月19日），家昌獲加封至下野宇都宮10萬石家昌，並於翌月農曆正月廿五（1602年3月18日）進駐下野。這次的加封是源於家康向天海詢問應該由誰管理乃北關東重地的宇都宮藩，天海認為非奧平大膳莫屬，這回答亦深得家康的認同，因此便授予家昌10萬石的領地。隨著家昌加封至宇都宮後，亦招募大量文武優秀的浪人組成全新的家臣團宇都宮への加増転封にともない文武一芸に秀でた浪人を多く召抱えて新たな家臣団を編成。儘管如此，家昌感受到自三河時代開始的家臣團制度逐漸失效，因此著手改革。在長篠之戰時，家康不但直接慰問支援家昌父親的奧平氏「七族五老」，並親筆揮毫確保會厚待他們的子孫。七族五老原本是作為支援宗家，負責軍務的7個分家以及獲提拔擔任政務工作的5家小領主，總共12家的總稱。戰事結束重回平穩後，他們在軍務的負擔自然會減少，但在政務中的負擔則激增。因此，將他們統合成「大身眾」，每月由其中的5、6家負責國政，有事發生的時候就由12家一同應對。12家之間並非平等，具指導立場的兩家領受2,000石以上，排位由俸祿的多少來決定（最少的也有1,000石）。現在只讓在戰爭中擔任前鋒的山崎家和生田家在大手門內興建邸宅。
其後，家昌盡心盡力經營宇都宮的城下町，每月的5日和10日舉行大膳市，德川幕府在興建宇都宮大明神的社殿時，由家昌與伊奈忠次擔任奉行。慶長16年農曆十月十三（1611年11月17日），家昌的正室死去。慶長19年（1614年），家昌收留了堀利重。

### 逝世
慶長19年農曆十月初六（1614年11月7日），家昌奉命出戰大坂冬之役，但由於患病最終沒有參加遠征，改為在同月初九命其與鳥居忠政一同留守江戶城本丸，然而在翌日先於其父母僅38之齡在宇都宮死去。
在同年農曆十一月廿八，家督之位由年僅7歳的長子忠昌繼承，但在5年後的元和5年（1619年）被轉封至下總古河藩，原本領有的宇都宮藩則改由本多正純擔任藩主。然而在元和8年（1622年）發生的宇都宮城釣天井事件導致本多氏的領地被德川秀忠沒收，忠昌因而重返宇都宮再次擔任藩主。

### 註解
1. ↑  在忠昌執政期間，山崎家斷絕，改由雨山奧平家（日语：雨山奥平家）負責。